# Kitarō Nishida

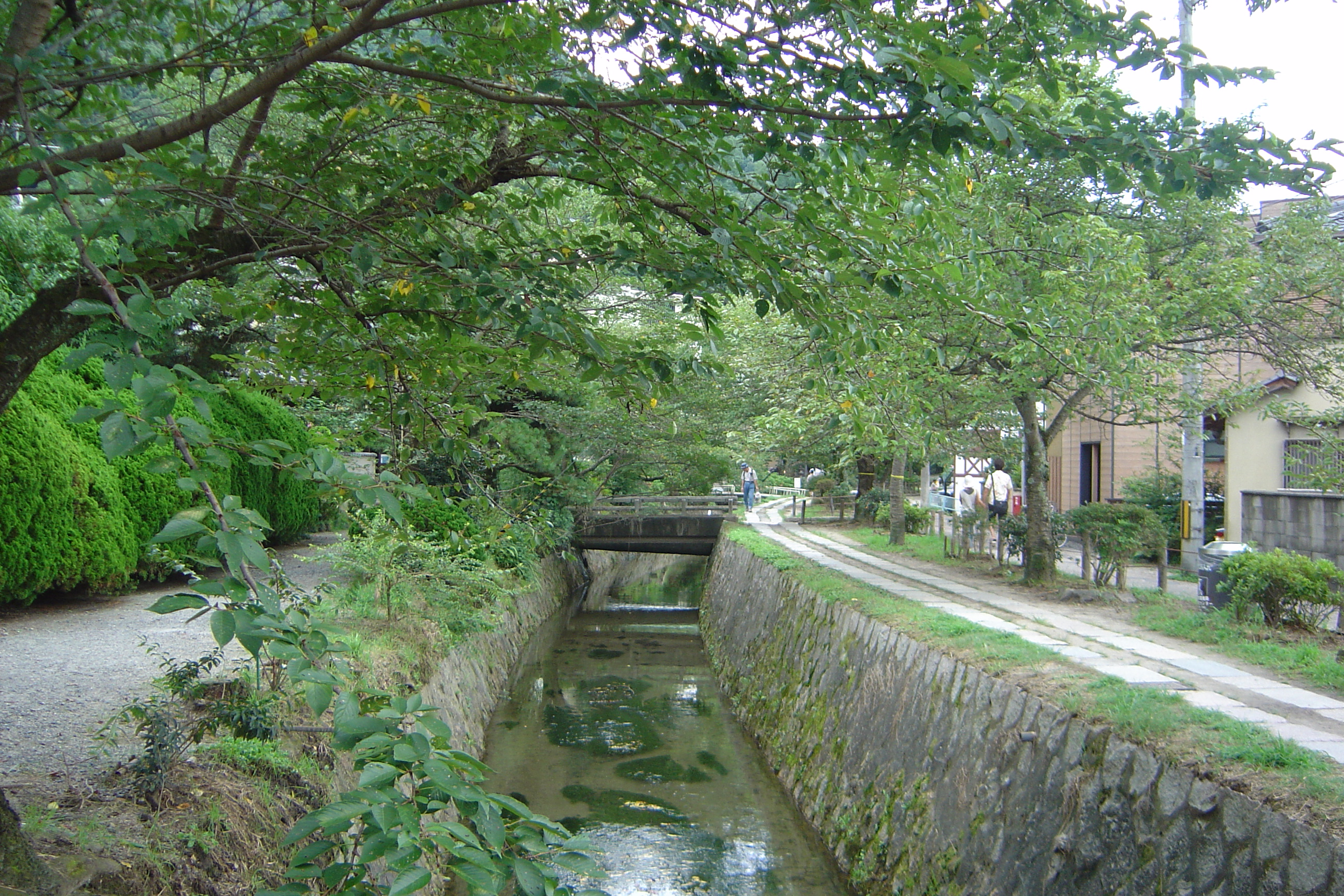
Ścieżka Filozofii w Kioto

Kitarō Nishida (jap. 西田 幾多郎 Nishida Kitarō; ur. 19 maja 1870 na terenie obecnej prefektury Ishikawa, zm. 7 czerwca 1945 w Kamakurze) – japoński filozof, twórca filozofii nicości absolutnej i „Szkoły z Kioto” (Kyōto-gakuha), która próbowała łączyć filozofię i religie Zachodu do przeformułowania religijnej i moralnej tradycji kulturalnej Azji Wschodniej.    

## Życiorys
Urodził się w wiosce na wybrzeżu Morza Japońskiego, leżącej na północ od miasta Kanazawa, w ówczesnej prowincji Kaga, obecnie prefektura Ishikawa. Jego ojcem był Yasunori Nishida, nauczyciel w szkole podstawowej, do której uczęszczał Kitarō. Pochodził z rodziny zamożnych posiadaczy ziemskich, jednak ojciec utracił majątek, gdy Kitarō był dzieckiem i w związku z tym rodzina zmuszona była w 1883 przenieść się do Kanazawy. W tym samym roku Kitarō zaczął naukę w szkole w Kanazawie, jednak musiał ją przerwać w następnym roku z powodu złego stanu zdrowia. W 1886 został przyjęty do drugiej klasy szkoły średniej, a w 1888 podjął naukę w IV Liceum Zawodowym w Kanazawie, jednak nie ukończył jej ze względu na konflikty z kadrą. Od 1891 do 1894 studiował filozofię na Cesarskim Uniwersytecie Tokijskim jako wolny słuchacz, co uniemożliwiało uzyskanie dyplomu. Jako uzdolniony matematyk był namawiany w szkole średniej do kształcenia się w kierunku matematyki.
Po ukończeniu studiów przez rok pracował w szkole blisko rodzinnej Kanazawy, po czym został wykładowcą w IV Liceum. Po dwóch latach przeszedł do analogicznej uczelni w Yamaguchi, w prefekturze Yamaguchi, na stanowisko profesora. Wykładał tam wówczas psychologię, logikę, etykę i język niemiecki. W 1909 podjął pracę na uniwersytecie Gakushūin w Tokio, a po roku został wykładowcą na Cesarskim Uniwersytecie w Kioto (Kyōto Teikoku Daigaku). W 1913 otrzymał tytuł doktora nauk humanistycznych, dzięki rekomendacji rektora Masatarō Sawayanagi, i mianowano go profesorem filozofii religii, a rok później profesorem filozofii i na tym stanowisku pozostał do 1928, kiedy to przeszedł na emeryturę.
W 1939 opublikował esej na temat filozofii fizyki, w którym starał się znaleźć w teorii względności i w mechanice kwantowej potwierdzenie teorii rzeczywistości jako absolutnie sprzecznej samotożsamości. Dzięki poparciu ludzi nauki, wśród których był Nishida, zaproszono Alberta Einsteina do Japonii w 1922 i to na jego prośbę Einstein wygłosił na Uniwersytecie Cesarskim w Kioto wykład na temat teorii względności.
Był twórcą filozofii nicości absolutnej (zettai-mu) i jest uważany za najwybitniejszego japońskiego filozofa współczesnego i założyciela „Szkoły z Kioto” (Kyōto-ha), która koncentrowała się na pojęciu czystego doświadczenia i absolutnej nicości. Zgodnie z jego teorią egzystencja jednostek, organizacji i społeczeństw jest poprzedzona przez działania, relacje i doświadczenia. Jego działalność przyczyniła się do wykształcenia się współczesnej filozofii japońskiej łączącej filozofię anglosaską i tradycję staroazjatycką buddyzmu zen oraz filozofii Laozi.
Do przedstawicieli „Szkoły z Kioto”, które to pojęcie wprowadził w 1932 Jun Tosaka, zaliczają się: Hajime Tanabe, Kiyoshi Miki, Shin’ichi Hisamatsu, Keiji Nishitani, Masaaki Kōsaka, Motomori Kimura, Toratarō Shimomura i Iwao Kōyama, dzięki którym Cesarski Uniwersytet w Kioto był uważany za najbardziej twórczy ośrodek filozoficzny w Japonii.
W 1940 Nishida otrzymał Order Kultury.
W północnej części dzielnicy Higashiyama w Kioto znajduje się droga spacerowa o nazwie „Ścieżka Filozofii” (哲学の道, Tetsugaku no Michi). Biegnie ona wzdłuż kanału, którego brzegi obsadzone są drzewami wiśni. Na początku kwietnia drzewa zakwitają, co sprawia, że jest to jedno z popularnych miejsc hanami. Ścieżka ma około dwóch kilometrów długości. Łączy pobliże Srebrnego Pawilonu (Ginkaku-ji) z otoczeniem świątyni Nanzen-ji. Droga wzięła swoją nazwę od Kitarō Nishidy, o którym mówiono, że medytuje podczas swojego codziennego spaceru na uczelnię.